# Nørre Voldgade (København)
Nørre Voldgade (tidligere Nørre Boulevard) er en gade i Indre By i København. Den strækker sig over ca. 800 m fra Jarmers Plads i sydvest til Gothersgade i nordøst, hvorefter gaden fortsætter som Øster Voldgade. Ved Nørre Voldgade findes bl.a. Ørstedsparken og et af landets største knudepunkter for kollektiv trafik, Nørreport Station.

## Historie
Historisk var gaden i lighed med Vester Voldgade et smalt stræde op til voldanlægget. Nørreport, der var den nordligste byport i middelalderen, lå først udfor Nørregade men blev flyttet til Frederiksborggade i 1671. Voldene blev sløjfet i 1867. Efterfølgende blev gaden udvidet fra 1878 til 1882 og fik karakter af boulevard.

I 1913 blev gaden gravet op, da anlæggelsen af den underjordiske Boulevardbanen begyndte. Banen åbnede i 1917. Nørreport Station åbnede i 1918 og bestod oprindeligt af to runde bygninger tegnet af DSB's overarkitekt Heinrich Wenck på hver side af Frederiksborggade. De blev revet ned i 1932 og erstattet af en ny bygning erstattet af K.T. Seest. Den blev revet ned i forbindelse med en omfattende renovering af stationen i 2012-2014. Samtidig blev trafikken på gaden omlagt til at køre på den vestlige side af stationen, mens den østlige side op til Indre By blev til en plads.

## Bygninger og beboere
Husene fra Jarmers Plads til Nørregade hører til Nørre Kvarter (folkeligt kendt som Pisserenden). Øst for Nørregade er husene beliggende i Klædebo Kvarter.
Flere kunstnere har boet i gaden, bl.a. digteren Henrik Hertz (nr. 6 og senere nr. 8), komponisten Emil Horneman og maleren P.S. Krøyer (begge nr. 20), forlæggeren F.L. Liebenberg (nr. 22), komponisten Hans Ernst Krøyer og skuespilleren Kristian Mantzius (begge nr. 40).
N. Zahles Skole blev grundlagt af Natalie Zahle i 1851. Grundskolen (nr. 7) blev tegnet af Frederik Bøttger og opført i 1877. Bygningen ved siden af (nr. 5) er nu N. Zahles Gymnasium men tilhørte oprindeligt et forsikringsselskab. Bygningen blev opført efter tegninger af Valdemar Ingemann i 1875 og udvidet med en ekstra etage af Rørbæk & Møller Arkitekter i 2012.
Nr. 12 huser fagforbundet Teknisk Landsforbund (TL). Tidligere var den hovedkontor for Kastrup Glasværk. Bygningen blev opført efter tegninger af Phillip Smidth fra 1892 til 1895. Jernfabrikanternes Hus i nr. 30 blev opført efter tegninger af Gotfred Tvede i 1904. Bygningen med det runde hjørne ved nr. 32-34 blev opført efter tegninger af Povl Baumann i 1939. Nr. 50 er fra 1828 og har siden 1900 været en del af Folketeatret, der har hovedindgang fra Nørregade. Ældre Sagens hovedkontor ligger på hjørnet af Nørre Voldgade og Nørregade. Bygningen på hjørnet af Nørre Voldgade (nr. 76) og Fiolstræde er den tidligere Købmandsskolen, nu Niels Brock Copenhagen Business College. Den blev opført efter tegninger af Valdemar and Bernhard Ingemann og åbnet i 1902.